# Saint-Bonnet-sur-Gironde
Saint-Bonnet-sur-Gironde település Franciaországban, Charente-Maritime megyében. Lakosainak száma 840 fő (2022. január 1.). Saint-Bonnet-sur-Gironde Mirambeau, Saint-Georges-des-Agoûts, Saint-Martial-de-Mirambeau, Saint-Sorlin-de-Conac, Semoussac, Pleine-Selve, Saint-Ciers-sur-Gironde és Saint-Palais községekkel határos.

## Népesség
A település népessége az elmúlt években az alábbi módon változott:
| Lakosok száma | 1003 | 899  | 819  | 852  | 838  | 816  | 825  | 826  | 825  | 840  |
|               | 1968 | 1982 | 1990 | 2006 | 2013 | 2015 | 2017 | 2019 | 2020 | 2022 |